# 伊藤隆壽
伊藤 隆壽（寿）（いとう たかとし、1944年 - ）は、日本の仏教学者、博士。駒澤大学名誉教授。専門は禅学、禅宗を中心とした中国仏教。

## 来歴
山形県高畠町生まれ。1967年駒澤大学仏教学部仏教学科卒業。同大学院修士課程修了。1972博士課程満期退学。駒澤大学講師、助教授を経て、教授。
1994年『中国仏教の批判的研究』で博士号（仏教学、駒澤大学）取得。
2010年駒澤大学を退職、名誉教授。曹洞宗自性院住職。
著書に『三論宗の基礎的研究』『中国仏教の批判的研究』『肇論一字索引』など。

## 受賞
- 1981年 日本印度学仏教学会賞[3]

## 著書
- 「国立国会図書館サーチ」を参照

### 論文
- CiNii>伊藤隆壽
- INBUDS>伊藤隆寿